# Jigo Ryu
Jigo Ryū är en jūjutsu-stil grundad av Carlos Romero, 6.e dan, 2003 sedan han lämnat stilen Ju-jutsu Kai. I dag (2006) finns stilen representerad i Sverige, Spanien och Norge.
Stilen strävar efter att bestå av enbart realistiska självförsvarstekniker samt i den mån det är möjligt också mentalt förbereda den tränande inför självförsvarssitutioner genom till exempel scenario- och stressträning. Jigo Ryūs utveckling har skett delvis i samarbete med representanter från såväl polis som SÄPO (dock ej i egenskap av officiella representanter).
I detta avssende är ambitionen alltså en återgång till jūjutsuns ursprungliga intentioner. En liknande äldre svensk gren av jūjutsu är Jū Shin Jutsu Ryū skapad av Georg Irenius 1972. Jū Shin Jutsu Ryū är enbart fokuserat på självförsvar, med inriktning på ett humant men effektivt försvar.